# Roca de la Llum
La Roca de la Llum és una muntanya de 1.325 metres que es troba al municipi d'Alins, a la comarca catalana del Pallars Sobirà.